# Жемчужина (поэма)
«Жемчужина» (среднеангл. Perle) — стихотворение на среднеанглийском языке конца XIV века, которое считается одним из наиболее важных из сохранившихся произведений Средневековой Англии. С элементами средневековой аллегории и жанра «Видения». Стихотворение написано на среднеанглийской разновидности северо-западного диалекта Мидленда и отличается высокой, хотя и не последовательной, аллитерацией. Среди прочих стилистических особенностей присутствует сложная система связывания строф.
Вкратце, сюжет стихотворения таков: отец, оплакивающий потерю своей дочери (жемчужины), засыпает в саду. Во сне он встречает «Жемчужную деву» — прекрасную и неземную женщину, стоящую на другом берегу ручья в незнакомом пейзаже. В ответ на его расспросы и попытки прикоснуться к ней, она отвечает христианскими добродетелями. В конце концов она показывает ему Небесный Град. Однако, когда отец пытается пересечь ручей, чтобы туда попасть, он внезапно пробуждается от своего сна и размышляет о его значении.
Стихотворение сохранилось в единственной рукописи (Лондон, Британская библиотека MS Cotton Nero A X/2), которая включает в себя две другие религиозные поэмы-повествования: «Терпение» и «Чистота», а также знаменитый роман «Сэр Гавейн и зеленый рыцарь». Считается, что все они написаны одним автором, получившим прозвище «поэт-Перл» или «поэт-Гавейн», что свидетельствует о стилистическом и тематическом сходстве. Первая полная публикация «Жемчужины», «Терпения» и «Чистоты» была осуществлена в 1864 году «Обществом раннего английского текста» (англ. Early English Text Society).

## Автор
Хотя настоящее имя «Жемчужного поэта» (или поэтов) неизвестно, некоторые выводы о них можно сделать, ознакомившись с их произведениями. Оригинальная рукопись известна в академических кругах как Cotton Nero А.х., по имени её первого владельца — Роберта Коттона, коллекционера средневековых английских текстов. До того, как рукопись попала к Коттону, она находилась в библиотеке Генри Сэвила из Йоркшира. Мало что известно о её предыдущем владельце, и до 1824 года, когда рукопись была представлена академическому сообществу во втором издании «Истории английской литературы» Томаса Уортона под редакцией Ричарда Прайса, она была почти полностью неизвестна. Поскольку рукопись, хранящаяся сейчас в Британской библиотеке, датирована концом XIV века, исследователи предполагают, что автор «Жемчужины» был современником Джеффри Чосера, автора Кентерберийских рассказов. Однако крайне маловероятно, что эти двое когда-либо встречались. Три других произведения, из той же рукописи, что и Жемчужина («Сэр Гавейн и Зелёный Рыцарь», «Терпение» и «Чистота»), часто считаются написанными одним и тем же автором. Однако эта рукопись была переписана переписчиком, а не автором-составителем. Хотя ничто явно не указывает на то, что все четыре стихотворения принадлежат одному поэту, сравнительный анализ языка, стихотворной формы и стилистики указывает на общее авторство.

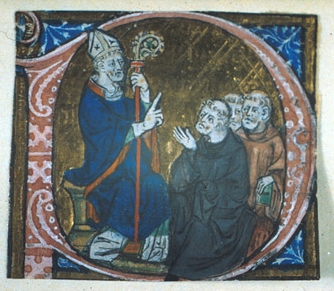
Святой Эркенвальд, саксонский принц, епископ и святой, известный как «Свет Лондона», предположительно вдохновивший Джона Мэсси на написание стихотворения «Святой Эркенвальд»

То, что известно сегодня о поэте, носит весьма обобщенный характер. Так Дж. Р. Р. Толкин и Э. В. Гордон, проанализировав стиль и темы текста, пришли в 1925 году к такому выводу:
Он был человеком серьезного и набожного ума, хотя и не без юмора; у него был интерес к теологии и некоторые познания в ней, хотя, возможно, скорее любительские, чем профессиональные; он владел латынью и французским и был достаточно начитан во французских книгах, как романтических, так и поучительных; но его дом находился в Уэст-Мидленде, в Англии; об этом свидетельствуют его язык, его метр и его пейзажи.
Наиболее часто предлагаемым кандидатом на авторство является Джон Мэсси из Коттона, Чешир. Известно, что он жил в регионе, где был распространен диалект автора «Жемчужины» и, как предполагают, написал стихотворение «Святой Эркенвальд», которое, как утверждают некоторые ученые, имеет стилистическое сходство с «Сэром Гавейном и Зеленым рыцарем». Тем не менее, стихотворение «Святой Эркенвальд» некоторыми учеными датируется временем, не относящимся к эпохе автора поэта «Сэра Гавейна и Зеленого рыцаря». Таким образом, приписывание авторства Джону Мэсси до сих пор остается спорным, и большинство критиков считают автора «Жемчужины» неизвестным.

## Жанр и поэтика
Со времени первой публикации стихотворения в конце XIX века было много дискуссий о том, к какому жанру принадлежит стихотворение. Ранние редакторы считали, что стихотворение было элегией по погибшей дочери поэта (предполагали даже, что её звали Маргарет, то есть «жемчужина»). Однако впоследствии несколько учёных, таких как Уильям Генри Шофилд и Роберт Мейджор Гаррет, указали на недостатки такой поверхностной трактовки, и попытались доказать аллегорическое происхождение стихотворения. Сегодня большинство исследователей согласны в том, что в стихотворении присутствуют элементы средневековой аллегории и «сновидения», но все попытки свести сложный символизм стихотворения к единой интерпретации потерпели неудачу. Тем не менее, тонкий, изменчивый символизм стихотворения, продолжает выделяться как одно из главных достоинств произведения. Большинство современных исследователей особо подчёркивают, что нет внутреннего противоречия между элегическим и аллегорическим аспектами текста, и что утонченное аллегорическое значение «Жемчужной Девы» не является чем-то необычным, приводя в пример известные параллели из средневековой литературы, самой знаменитой из которых, несомненно, является «Беатриче» Данте.
Кроме символизма стихотворение поражает своей сложностью и признана, по словам одного видного учёного, «самым искусно выполненным стихотворением на среднеанглийском языке». Поэма состоит из 1212 строк и 101 строфы по 12 строк, каждая со схемой рифм ABABABABBCBC. Строфы сгруппированы в разделы по пять (за исключением XV, в котором их шесть), и каждый раздел в рукописи отмечен заглавной буквой. Внутри каждого раздела строфы связаны между собой повторением ключевого «связующего» слова в последней строке каждого раздела, которое затем повторяется в первой строке следующего раздела. Таким образом подчеркивается часто восхваляемая «округлость» стихотворения, и последнее связующее слово повторяется в первой строке всего стихотворения, устанавливая связь между двумя концами стихотворения и создавая структуру, которая сама по себе является круглой. Аллитерация используется часто, но не последовательно, на протяжении всего стихотворения, кроме того, существует несколько других сложных поэтических приемов.

## Структура и содержание
Поэму можно разделить на три части: Введение (или «Пролог»), диалог между двумя главными героями, в котором «Жемчужная Дева» указывает основные христианские добродетели, и описание Небесного Града с рассказом о пробуждении.

### Пролог
Разделы I—IV (строфы 1-20)
Рассказчик, отчаявшись от потери своей дочери ("жемчужины), засыпает в саду, и начинает видеть сон. В нём он переносится в божественный сад. Таким образом божественное противопоставляется земному, что является постоянной тематической темой стихотворения. Блуждая по берегу красивого ручья, рассказчик приходит к убеждению, что рай находится на другом берегу. Когда он ищет переправу, то видит молодую девушку («Жемчужную Деву»), в которой он узнает свою дочь. Она приветствует его.

### Диалог
Разделы V—VII (строфы 21-35)
Когда Рассказчик спрашивает, не она ли та жемчужина, которую он потерял, «Жемчужная Дева» отвечает ему, что он ничего не терял, что его «жемчужина» — просто роза, которая естественным образом увяла. Рассказчик хочет перейти на её сторону, но она говорит, что это не так просто, что он должен подчиниться воле и милосердию Божьему. Рассказчик спрашивает о её состоянии. Она отвечает, что Ягненок сделал её «Своей королевой».
Разделы VIII—XI (строфы 36-60)
Рассказчик задается вопросом, заменила ли она Марию на посту царицы Небесной? Он также возражает, что она была слишком молода, чтобы заслужить такое высокое положение. «Жемчужная Дева» отвечает, что никто не может завидовать положению Марии, и все являются частями тела Христова. Используя проповедническую речь, она приводит в качестве доказательства «притчу о виноградарях». Рассказчик возражает против идеи о том, что Бог вознаграждает каждого человека одинаково, независимо от его очевидных заслуг. «Жемчужная Дева» отвечает, что Бог даёт один и тот же дар искупления Христа всем.
Разделы XII—XV (строфы 61-81)
«Жемчужная Дева» наставляет Рассказчика по нескольким аспектам греха, покаяния, благодати и спасения. Она описывает земной и небесный Иерусалим, цитируя апостола Иоанна? указывая на жертву Христа. Она показывает Рассказчику Драгоценную жемчужину, которая была омыта кровью Агнца, и советует ему оставить всё земное и взять эту жемчужину.

### Эпилог
Разделы XVI—XX (строфы 82-101)
Рассказчик спрашивает о небесном Иерусалиме — «Жемчужная Дева» отвечает ему, что это город Бога. Рассказчик просит у неё разрешения отправиться туда, «Жемчужная Дева» отвечает, что Бог запретил это, но по особому разрешения прийти туда можно. Вместе они идут вверх по течению, и Рассказчик видит за рекой город, описанный в Апокалипсисе. Там же он видит процессию благословенных. Бросившись в реку в отчаянии, чтобы пересечь её, он пробуждается ото сна, и решает исполнить всё, что услышал от «Жемчужной Девы».

## Издания и переводы
Стихотворение впервые было опубликовано в 1864 году Ричардом Моррисом в сборнике «Ранние английские аллитеративные стихотворения» (англ. Alliterative Poems, 1864) для «Общества раннеанглийских текстов». Впоследствии это издание было переиздано в 1965 году. На русский язык стихотворение было впервые (и единственный раз) переведено в 2006 году В. Г. Тихомировым для сборника «Сэр Гавейн и Зеленый Рыцарь» (Москва, 2006). Полный текст представлен на сайте В. Г. Тихомирова.